# فینال جام ملت‌های اروپا ۱۹۹۶
فینال جام ملت‌های اروپا ۱۹۹۶، رقابت پایانی جام ملت‌های اروپا ۱۹۹۶ است که مابین تیم ملی فوتبال آلمان و تیم ملی فوتبال جمهوری چک در ورزشگاه ومبلی (۱۹۲۳)، لندن برگزار شده‌است.
این مسابقه که در تاریخ ۳۰ ژوئن ۱۹۹۶ انجام شده‌است٬ در وقت اضافه با نتیجه ۲ بر ۱ به سود تیم ملی فوتبال آلمان به پایان رسید.گل تیم جمهوری چک را پاتریک برگر در دقیقه پنجاه و نه از روی نقطه پنالتی و دو گل تیم آلمان را الیور بیرهوف که گل دومش اولین گل طلایی تاریخ رقابتهای بین المللی بود به ثمر رساندند.